# 72 Horas

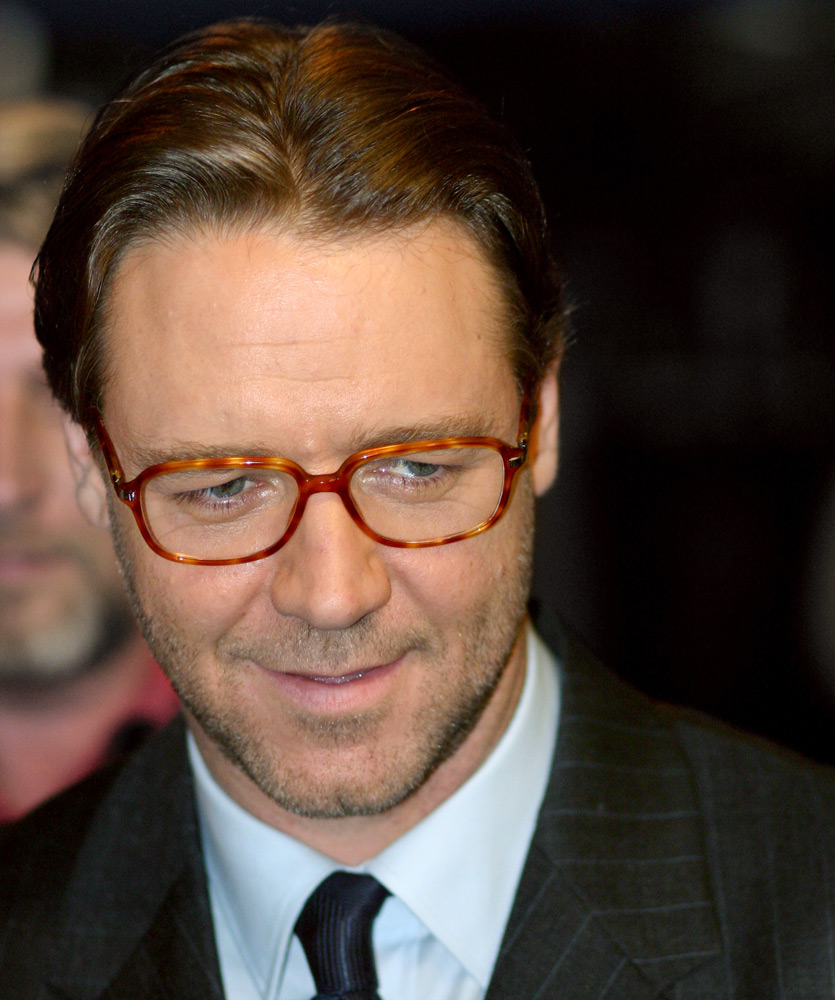
Russell Crowe foi nomeado para o Irish Film & Television Academy para melhor ator internacional por seu papel como John Brennan.

72 Horas (no original, The Next Three Days), é um filme de 2010, dos gêneros ação e suspense, estrelado por Russell Crowe e Elizabeth Banks. O filme foi dirigido e escrito por Paul Haggis. Foi lançado nos Estados Unidos em 19 de novembro de 2010, as filmagens ocorreram em Pittsburgh, Pensilvânia. É um remake do filme francês Pour elle, de 2008, por Fred Cavayé e Guillaume Lemans.

## Elenco
- Russell Crowe ... John Brennan
- Elizabeth Banks ... Lara Brennan
- Brian Dennehy ... George Brennan
- Lennie James ... Lieutenant Nabulsi
- Olivia Wilde ... Nicole
- Ty Simpkins ... Luke
- Helen Carey ... Grace Brennan
- Liam Neeson ... Damon Pennington
- Daniel Stern ... Meyer Fisk
- Kevin Corrigan ... Alex
- Jason Beghe ... Detetive Quinnan
- Aisha Hinds ... Detetive Collero
- Tyrone Giordano ... Mike
- Jonathan Tucker ... David
- Allan Steele ... Sargento Harris
- Robert Diggs ... Mouss
- Moran Atias ... Erit
- Michael Buie ... Mick Brennan
- Trudie Styler ... Dr. Byrdie Lifson
- Tyler M Green ... Toby J. Green como Lucas de 3 anos
- Kaitlyn Wylde ... Julie